# Astragalus irinaea
Astragalus irinaea är en ärtväxtart som beskrevs av Boris Fedtjenko. Astragalus irinaea ingår i släktet vedlar, och familjen ärtväxter. Inga underarter finns listade i Catalogue of Life.